# آلي كارتر
آلي كارتر (بالإنجليزية: Ally Carter)‏ (1974، أوكلاهوما في الولايات المتحدة)؛ كاتِبة مُتخصِّصة في أدب الأطفال وروائية أمريكية.